# Leonel Álvarez
Leonel de Jesús Álvarez Zuleta (født 30. juli 1965 i Remedios, Colombia) er en tidligere colombiansk fodboldspiller (defensiv midtbane) og senere -træner.
Álvarez' karriere strakte sig over hele 22 år, og blev tilbragt på tre forskellige kontinenter. Han spillede blandt andet for Atlético Nacional og América de Cali i hjemlandet, Real Valladolid i Spanien, samt for Dallas Burn og New England Revolution i den amerikanske fodboldliga Major League Soccer.
I sin tid hos Atlético Junior var Álvarez med til at vinde Copa Libertadores i 1989, mens han hos América var med til at blive colombiansk mester i 1992.
Álvarez spillede desuden, mellem 1985 og 1995, hele 101 kampe for det colombianske landshold, hvori han scorede ét mål. Hans første landskamp for colombianerne var en venskabskamp mod Polen 14. februar 1985, mens hans sidste optræden i landsholdstrøjen var et opgør mod El Salvador 7. september 1995.
Han repræsenterede sit land ved både VM i 1990 i Italien og VM i 1994 i USA. Ved begge slutrunder spillede han alle colombianernes kampe. Han var desuden tre gange, i 1987, 1993 og 1995, med til at vinde bronze ved Copa América.
Efter at være stoppet som spiller har Álvarez gjort karriere som træner. Han har været landstræner for Colombia, ligesom han har stået i spidsen for de colombianske ligaklubber Independiente Medellín og Deportivo Cali.

## Titler
Categoria Primera A
- 1992 med América de Cali

Copa Libertadores
- 1989 med Atlético Nacional

Copa Interamericana
- 1989 med Atlético Nacional